# ベルシャザール (競走馬)
ベルシャザール（欧字名:Belshazzar、2008年4月25日 - ）は日本の競走馬・種牡馬。主な勝ち鞍は2013年のジャパンカップダート、武蔵野ステークス。
馬名の意味は、劇音楽『ベルシャザールの饗宴』に登場するバビロニア王の名。

## 経歴

### 2歳（2010年）
10月9日の京都競馬場芝1800mの2歳新馬戦でデビュー。1番人気で勝利、デビュー戦を飾った。続く10月30日の京都の萩ステークスはショウナンマイティの差し脚に屈し3着に敗れたものの、暮れの中山のホープフルステークスはナカヤマナイトとの追い比べを制し、2勝目を飾った。

### 3歳（2011年）
2月の東京の共同通信杯（4着）の後、東日本大震災で阪神開催となったスプリングステークスは2着となり、皐月賞へ優先出走権を獲得。しかし東京開催となった皐月賞はいいところなく11着に敗れた。東京優駿は3着に粘った。秋はセントライト記念から始動、4着となったものの、菊花賞は17着に惨敗した。

### 4歳（2012年）
4月のダービー卿チャレンジトロフィーに出走するも15着に敗れ、その後骨折が判明し、1年以上の休養をせざるを得なかった。

### 5歳（2013年）

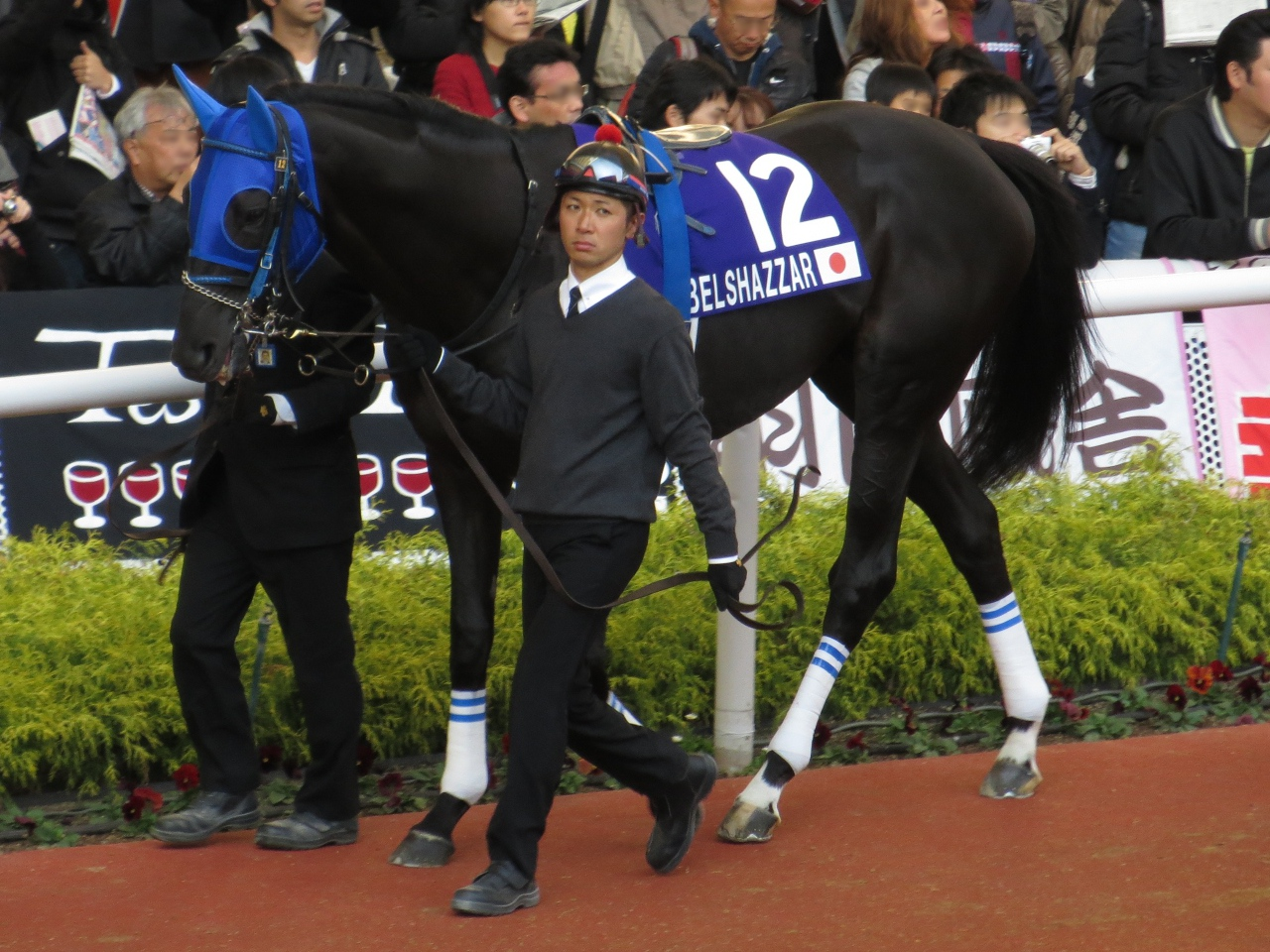
第14回ジャパンカップダート パドック

5月に骨折から復帰した後は松田国英の『（骨折した馬に）芝のスピード競馬はさせたくない』の意向もあり、ダート路線へ転向した。復帰戦となった5月の京都の準オープン1990sダービーメモリーズナリタブライアンカップは3着に健闘すると、続く6月の中京の白川郷ステークスは2着に5馬身差の圧勝で約2年半ぶりの3勝目をあげてオープン入りした。この後9月のラジオ日本賞は2着に惜敗するも、東京のブラジルカップは人気に応え4勝目、武蔵野ステークスはアドマイヤロイヤルを振り切り、重賞初制覇を果たした。そしてジャパンカップダートは人気のホッコータルマエを前に見る形となり、最後の直線でホッコータルマエやエスポワールシチーを差し切り、ワンダーアキュートとの争いをクビ差制し、GI初制覇を果たした。
活躍が認められ、2013年度のJRA賞最優秀ダートホースに選ばれた。

### 6歳（2014年）
1月17日、ドバイワールドカップに予備登録を行った事が発表され、2月17日に選出・招待受諾を表明した。
2月23日、フェブラリーステークスは1番人気に推されたが出遅れが響き、3着に上がるのが精一杯だった。3月29日、初の海外遠征となったドバイワールドカップは4コーナーの不利もあり、11着に敗れた。
2014年5月、浅趾屈腱離脱のため引退し、種牡馬になることが決まった。

## 引退後
競走馬引退後は2015年より種牡馬となり、社台スタリオンステーションで繋養される。
2016年12月2日、ブリーダーズ・スタリオン・ステーションに移動した。
2021年10月、青森県の東北牧場に移動した。

### 主な産駒
- 2016年産
  - シャイニーロック（2025年いしがきマイラーズ）
- 2017年産
  - グランコージー（2019年若駒賞、寒菊賞、2020年ダイヤモンドカップ、2024年赤松杯、シアンモア記念）
  - エキサイター（2019年兵庫若駒賞）
  - ネーロルチェンテ（2019年ブロッサムカップ、2022年ノースクイーンカップ、2023年ヒダカソウカップ）[16]
  - ピアノマン（2020年やまびこ賞）
- 2018年産
  - シェナキング（2021年菊水賞、MRO金賞）
- 2019年産
  - ザビッグレディー（2022年佐賀皐月賞）

## 競走成績
以下の内容は、netkeiba.comおよびJBISサーチに基づく。
| 競走日     | 競馬場   | 競走名            | 格       | 距離（馬場）  | 頭 数 | 枠 番 | 馬 番 | オッズ （人気） | 着順 | タイム （上り3F） | 着差 | 騎手        | 斤量 [kg] | 1着馬（2着馬）         | 馬体重 [kg] |
| ---------- | -------- | ----------------- | -------- | ------------- | ----- | ----- | ----- | --------------- | ---- | ----------------- | ---- | ----------- | --------- | ---------------------- | ----------- |
| 2010.10.09 | 京都     | 2歳新馬           |          | 芝1800m（重） | 8     | 4     | 4     | 002.10（1人）   | 01着 | R1:56.0（34.9）   | -0.0 | 0安藤勝己   | 55        | （ウインラーニッド）   | 542         |
| 0000.10.30 | 京都     | 萩S               | OP       | 芝1800m（良） | 10    | 7     | 8     | 002.70（1人）   | 03着 | R1:49.7（34.5）   | -0.4 | 0安藤勝己   | 55        | ショウナンマイティ     | 540         |
| 0000.12.26 | 中山     | ホープフルS       | OP       | 芝2000m（良） | 10    | 7     | 7     | 008.10（4人）   | 01着 | R2:00.4（34.7）   | -0.0 | 0C.ルメール | 55        | （ナカヤマナイト）     | 536         |
| 2011.02.13 | 東京     | 共同通信杯        | GIII     | 芝1800m（良） | 13    | 8     | 12    | 003.70（2人）   | 04着 | R1:48.8（34.3）   | -0.3 | 0M.デムーロ | 56        | ナカヤマナイト         | 540         |
| 0000.03.26 | 阪神     | スプリングS       | GII      | 芝1800m（良） | 18    | 4     | 7     | 005.50（4人）   | 02着 | R1:46.5（34.6）   | -0.1 | 0安藤勝己   | 56        | オルフェーヴル         | 528         |
| 0000.04.24 | 東京     | 皐月賞            | GI       | 芝2000m（良） | 18    | 6     | 11    | 007.90（3人）   | 11着 | R2:01.9（36.3）   | -1.3 | 0安藤勝己   | 57        | オルフェーヴル         | 526         |
| 0000.05.29 | 東京     | 東京優駿          | GI       | 芝2400m（不） | 18    | 4     | 7     | 018.50（8人）   | 03着 | R2:31.9（36.7）   | -1.4 | 0後藤浩輝   | 57        | オルフェーヴル         | 542         |
| 0000.09.18 | 中山     | セントライト記念  | GII      | 芝2200m（良） | 17    | 1     | 1     | 003.80（2人）   | 04着 | R2:10.7（34.1）   | -0.4 | 0安藤勝己   | 56        | フェイトフルウォー     | 536         |
| 0000.10.23 | 京都     | 菊花賞            | GI       | 芝3000m（良） | 18    | 4     | 8     | 021.90（6人）   | 17着 | R3:08.1（40.1）   | -5.3 | 0後藤浩輝   | 57        | オルフェーヴル         | 536         |
| 2012.04.01 | 中山     | ダービー卿CT      | GIII     | 芝1600m（良） | 16    | 4     | 7     | 011.40（5人）   | 15着 | R1:34.5（34.6）   | -1.0 | 0四位洋文   | 57        | ガルボ                 | 540         |
| 2013.05.26 | 京都     | ナリタブライアンC | 1600万下 | ダ1800m（良） | 16    | 8     | 16    | 027.10（8人）   | 03着 | R1:51.0（37.2）   | -0.2 | 0浜中俊     | 57        | ヴァンヌーヴォー       | 534         |
| 0000.06.29 | 中京     | 白川郷S           | 1600万下 | ダ1800m（良） | 15    | 8     | 15    | 002.10（1人）   | 01着 | R1:50.9（35.9）   | -0.8 | 0浜中俊     | 57        | （スズカルーセント）   | 540         |
| 0000.09.15 | 中山     | ラジオ日本賞      | OP       | ダ1800m（不） | 16    | 3     | 6     | 002.50（1人）   | 02着 | R1:50.4（36.7）   | -0.4 | 0吉田豊     | 55        | グラッツィア           | 536         |
| 0000.10.20 | 東京     | ブラジルC         | OP       | ダ2100m（不） | 15    | 1     | 1     | 002.80（1人）   | 01着 | R2:08.2（35.6）   | -0.2 | 0柴田善臣   | 56        | （メテオロロジスト）   | 534         |
| 0000.11.10 | 東京     | 武蔵野S           | GIII     | ダ1600m（良） | 16    | 3     | 6     | 003.50（1人）   | 01着 | R1:35.3（36.0）   | -0.1 | 0C.ルメール | 56        | （アドマイヤロイヤル） | 536         |
| 0000.12.01 | 阪神     | JCダート          | GI       | ダ1800m（良） | 16    | 6     | 12    | 008.40（3人）   | 01着 | R1:50.4（36.1）   | -0.0 | 0C.ルメール | 57        | （ワンダーアキュート） | 538         |
| 2014.02.23 | 東京     | フェブラリーS     | GI       | ダ1600m（良） | 16    | 6     | 11    | 002.70（1人）   | 03着 | R1:36.4（35.1）   | -0.4 | 0C.デムーロ | 57        | コパノリッキー         | 540         |
| 0000.03.29 | メイダン | ドバイWC          | G1       | AW2000m（良） | 16    | -     | 2     | -               | 11着 | -                 | -    | 0C.ルメール | 57        | African Story          | 計不        |

## 血統表
| ベルシャザールの血統            | ベルシャザールの血統                                 | ベルシャザールの血統  | （血統表の出典）      | （血統表の出典）  |
| 父系                            | キングマンボ系                                       | キングマンボ系        | キングマンボ系        | [ § 2 ]           |
| 父 キングカメハメハ 2001 鹿毛   | 父の父Kingmambo 1990 鹿毛                            | Mr. Prospector        | Raise a Native        | Raise a Native    |
| 父 キングカメハメハ 2001 鹿毛   | 父の父Kingmambo 1990 鹿毛                            | Mr. Prospector        | Gold Digger           |                   |
| 父 キングカメハメハ 2001 鹿毛   | 父の父Kingmambo 1990 鹿毛                            | Miesque               | Nureyev               | Nureyev           |
| 父 キングカメハメハ 2001 鹿毛   | 父の父Kingmambo 1990 鹿毛                            | Miesque               | Pasadoble             |                   |
| 父 キングカメハメハ 2001 鹿毛   | 父の母*マンファス Manfath 1991 黒鹿毛                | *ラストタイクーン     | *トライマイベスト     | *トライマイベスト |
| 父 キングカメハメハ 2001 鹿毛   | 父の母*マンファス Manfath 1991 黒鹿毛                | *ラストタイクーン     | Mill Princess         |                   |
| 父 キングカメハメハ 2001 鹿毛   | 父の母*マンファス Manfath 1991 黒鹿毛                | Pilot Bird            | Blakeney              | Blakeney          |
| 父 キングカメハメハ 2001 鹿毛   | 父の母*マンファス Manfath 1991 黒鹿毛                | Pilot Bird            | The Dancer            |                   |
| 母 マルカキャンディ 1996 青鹿毛 | 母の父*サンデーサイレンス Sunday Silence 1986 青鹿毛 | Halo                  | Hail to Reason        | Hail to Reason    |
| 母 マルカキャンディ 1996 青鹿毛 | 母の父*サンデーサイレンス Sunday Silence 1986 青鹿毛 | Halo                  | Cosmah                |                   |
| 母 マルカキャンディ 1996 青鹿毛 | 母の父*サンデーサイレンス Sunday Silence 1986 青鹿毛 | Wishing Well          | Understanding         | Understanding     |
| 母 マルカキャンディ 1996 青鹿毛 | 母の父*サンデーサイレンス Sunday Silence 1986 青鹿毛 | Wishing Well          | Mountain Flower       |                   |
| 母 マルカキャンディ 1996 青鹿毛 | 母の母*ジーナロマンティカ Gina Romantica 1988 鹿毛   | *セクレト             | Northern Dancer       | Northern Dancer   |
| 母 マルカキャンディ 1996 青鹿毛 | 母の母*ジーナロマンティカ Gina Romantica 1988 鹿毛   | *セクレト             | Betty's Secret        |                   |
| 母 マルカキャンディ 1996 青鹿毛 | 母の母*ジーナロマンティカ Gina Romantica 1988 鹿毛   | Waya                  | Faraway Son           | Faraway Son       |
| 母 マルカキャンディ 1996 青鹿毛 | 母の母*ジーナロマンティカ Gina Romantica 1988 鹿毛   | Waya                  | War Path              |                   |
| 母系(F-No.)                     | (FN:1-e)                                             | (FN:1-e)              | (FN:1-e)              | [ § 3 ]           |
| 5代内の近親交配                 | Northern Dancer 5･5×4                                | Northern Dancer 5･5×4 | Northern Dancer 5･5×4 | [ § 4 ]           |
| 出典                            | 1. 2. 3. 4.                                          | 1. 2. 3. 4.           | 1. 2. 3. 4.           | 1. 2. 3. 4.       |

- 母のマルカキャンディは2001年府中牝馬ステークスの勝ち馬。半姉のライムキャンディ（父：タニノギムレット）は2008年クイーンカップ2着馬。
- 曾祖母のWayaはマンノウォーステークス、サンタバーバラハンデキャップ、ベルデイムステークス、トップフライトハンデキャップのGIを4勝している。
- 4代母のWar Pathからはヴェルメイユ賞勝ちのあるWalenseeとその仔でアスコットゴールドカップ勝ちなどがあるWesternerがいる。